# Жука
Жуліо Сернадас Перейра, або Жука (порт. Júlio Cernadas Pereira, порт. Juca, 13 жовтня 1929, Лоренсу-Маркіш, Мозамбік — 12 жовтня 2007, Лісабон, Португалія) — португальський футболіст, що грав на позиції півзахисника. По завершенні ігрової кар'єри — тренер.
Виступав за національну збірну Португалії.

## Клубна кар'єра
У дорослому футболі дебютував 1949 року виступами за команду клубу «Спортінг» (Лоренсу-Маркеш). 
1949 року перейшов до клубу «Спортінг», за який відіграв дев'ять сезонів. Завершив професіональну кар'єру футболіста виступами за команду «Спортінг» (Лісабон) 1958 року.

## Виступи за збірну
1952 року дебютував в офіційних матчах у складі національної збірної Португалії. Протягом кар'єри у національній команді, яка тривала п'ять років, провів у формі головної команди країни шість матчів.

## Кар'єра тренера
Розпочав тренерську кар'єру невдовзі по завершенні кар'єри гравця, 1960 року, увійшовши до тренерського штабу клубу «Спортінг». 1961 року став головним тренером команди «Спортінг», тренував лісабонський клуб два роки.
Згодом протягом 1964–1966 років очолював тренерський штаб клубу «Спортінг». 1966 року прийняв пропозицію попрацювати у клубі «Віторія» (Гімарайнш). Залишив клуб з Гімарайнша 1968 року.
Протягом 3 років, починаючи з 1969, був головним тренером команди «Академіка». 1975 року був знову запрошений керівництвом клубу «Спортінг» очолити його команду, з якою пропрацював до 1976 року.
З 1976 і по 1979 рік очолював тренерський штаб команди «Академіка». 1977 року став головним тренером збірної Португалії, яку тренував один рік.
Протягом 1979–1980 років очолював «Белененсеш». Згодом, у 1980–1982 роках, був керманичем збірної Португалії.
1982 року прийняв пропозицію попрацювати у клубі «Брага». Залишив клуб з Браги 1983 року.
Останнім місцем тренерської роботи була збірна Португалії, головним тренером команди якого Жука був з 1987 по 1989 рік.
Помер 12 жовтня 2007 року на 78-му році життя.

## Досягнення

### Як гравець
- Чемпіон Португалії: 1950–51, 1951–52, 1952–53, 1953–54, 1957–58
- Володар кубка Португалії: 1953–54

### Як тренер
- Чемпіон Португалії: 1961–62, 1965–66
- Володар кубка Португалії: 1962–63